# Баллирони
Баллирони (англ. Ballyroney) — небольшое село в графстве Даун в Северной Ирландии.
Известно, что через населённый пункт проходила одна из самых важных железных дорог Ирландии. Железнодорожная станция была открыта 14 декабря 1880 года и закрыта 2 мая 1955 года. Село являлось одним из основных пунктов погрузки скота в то время, отсюда животных направляли в порты на северо-запад Англии. В настоящее время железнодорожная станция не эксплуатируется, а является частным домом и часть платформы заросла травой, но всё же здание находится в оригинальном состоянии и сохраняется.
Баллирони известно как родина писателя Томаса Майн Рида.